# La Vega (Cardonal)
La Vega es una localidad de México perteneciente al municipio de Cardonal en el estado de Hidalgo.

## Geografía
A la localidad le corresponden las coordenadas geográficas 20° 35’ 38.636” de latitud norte y 99° 07’ 37.290” de longitud oeste, con una altitud de 1925 m s. n. m. En cuanto a fisiografía se encuentra dentro de las provincia de la Eje Neovolcánico, dentro de la subprovincia de Llanuras y Sierras de Querétaro e Hidalgo; su terreno es de sierra. En lo que respecta a la hidrografía se encuentra posicionado en la región Panuco, dentro de la cuenca del río Moctezuma, en la subcuenca del río Actopan. Cuenta con un clima templado subhúmedo con lluvias en verano, de menor humedad.

## Demografía
En 2020 registró una población de 541 personas, lo que corresponde al 2.78 % de la población municipal. De los cuales 262 son hombres y 279 son mujeres. Tiene 154 viviendas particulares habitadas.
| Gráfica de evolución demográfica de La Vega entre 1980 y 2020                                |
|                                                                                              |
| Población de los censos y conteos del Instituto Nacional de Estadística y Geografía (INEGI). |

## Economía
La localidad tiene un grado de marginación alto y un grado de rezago social bajo.